# 馬普拉卡

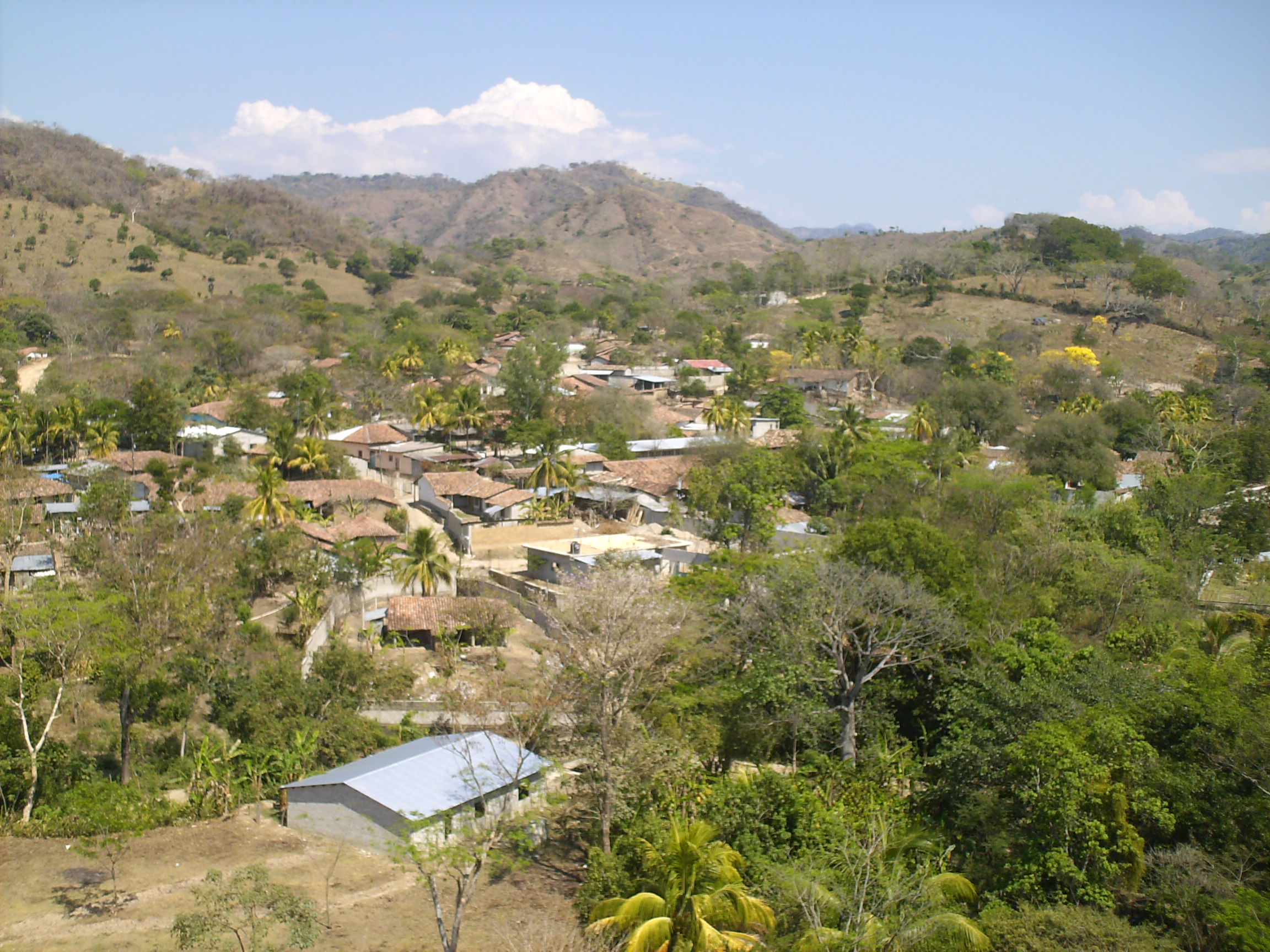

馬普拉卡（西班牙語：Mapulaca），是洪都拉斯的城鎮，位於該國西南部，由倫皮拉省負責管轄，始建於1889年，面積31.9平方公里，海拔高度171米，2001年人口3,772，人口密度每平方公里118.24人。
14°02′N 88°37′W / 14.033°N 88.617°W